# Leptothyrsa sprucei
Leptothyrsa sprucei là một loài thực vật có hoa trong họ Cửu lý hương. Loài này được Benth. & Hook. f. mô tả khoa học đầu tiên năm 1862.